# Krystyna Luiza Oettingen
Krystyna Luiza Oettingen, niem. Christine Luise von Oettingen-Oettingen (ur. 30 marca 1671 w Oettingen, zm. 12 listopada 1747 w Blankenburgu) – księżna Brunszwiku-Wolfenbüttel.

## Życiorys
Była córką Alberta Ernesta I księcia Oettingen i jego żony Fryderyki.
22 kwietnia 1690 roku poślubiła księcia Brunszwiku-Wolfenbüttel Ludwika Rudolfa. Z tego związku narodziły się cztery córki:
- Elżbieta Krystyna (1691-1750) – jako żona Karol VI cesarzowa Świętego Cesarstwa Rzymskiego, matka Marii Teresy.
- Szarlota Augusta ur. 23 lipca 1692, zm. 8 sierpnia 1692.
- Szarlota Krystyna (1694-1715) – żona Aleksego Piotrowicza Romanowa, matka cesarza Rosji Piotra II.
- Antonina Amalia (1696-1762) – żona Ferdynanda Alberta księcia Brunszwiku-Lüneburga, jej wnukiem był m.in. Fryderyk Wilhelm II król Prus oraz cesarz Rosji Iwan VI Romanow.

Krystyna Luiza jest pochowana w katedrze w Brunszwiku.